# Forst (Eifel)

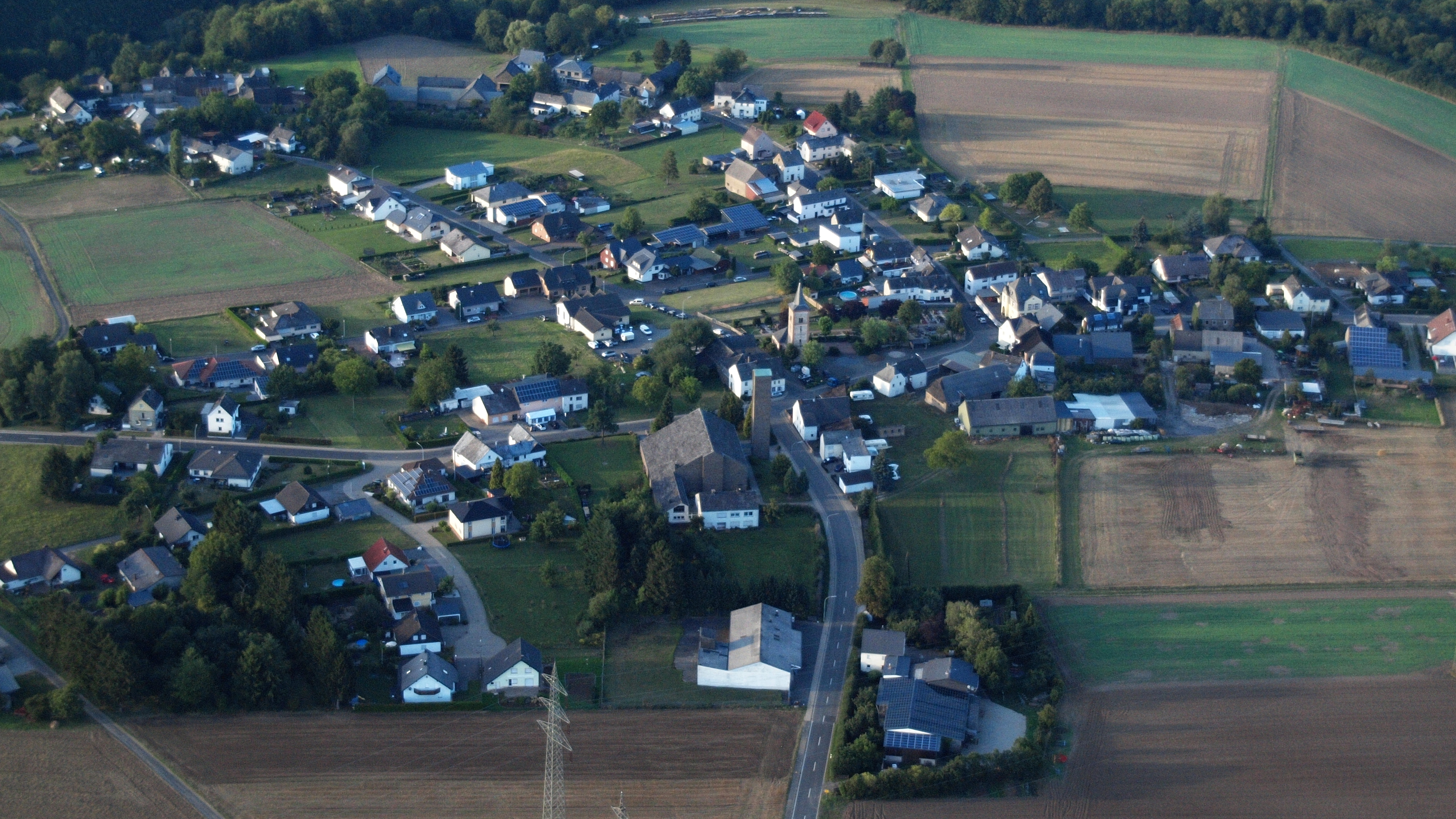
Forst (Eifel), Luftaufnahme (2015)

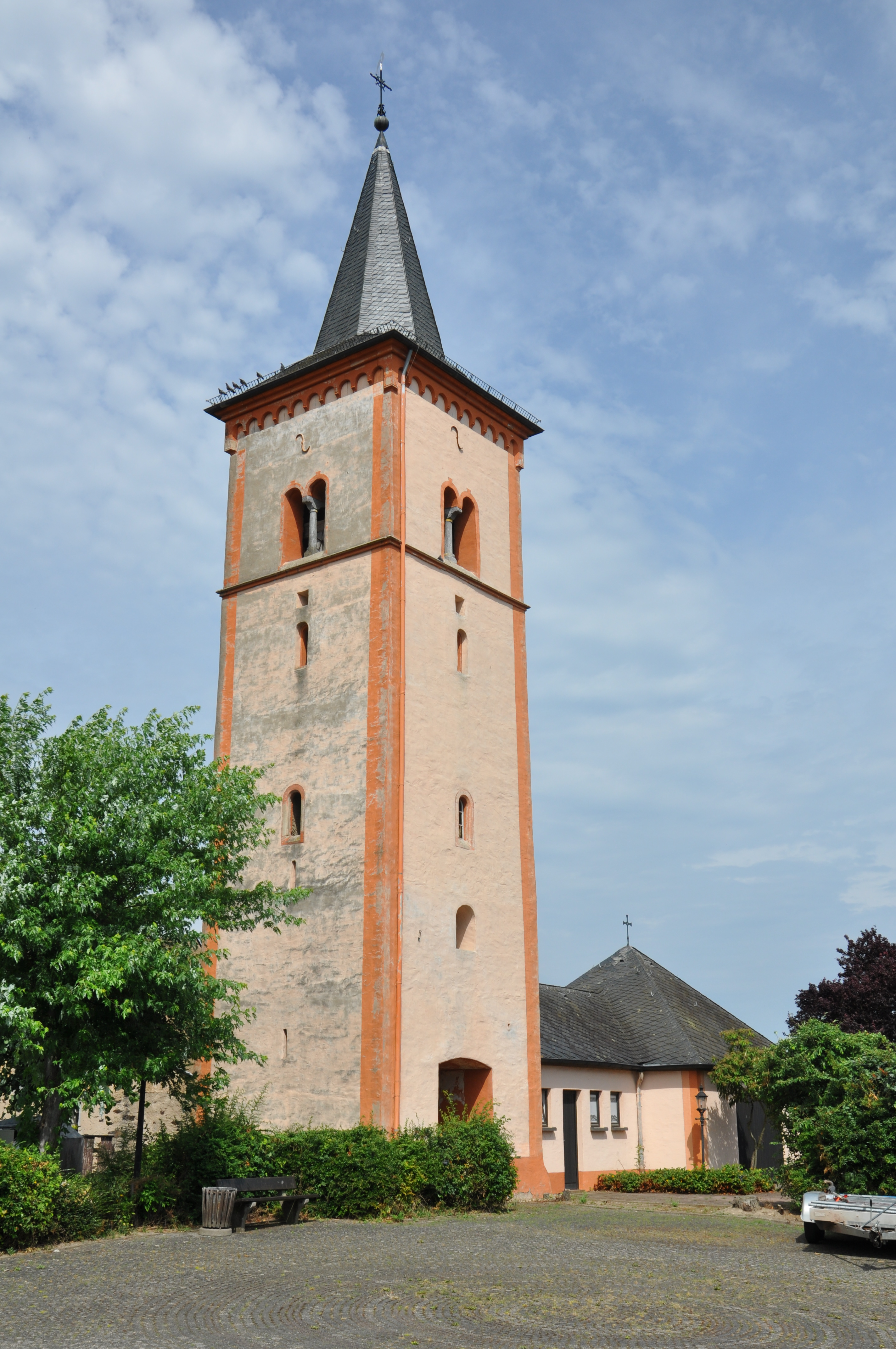
Forst (Eifel), Turm der alten kath. Pfarrkirche St. Castor

Forst (Eifel) (ⓘ) ist eine Ortsgemeinde im Landkreis Cochem-Zell in Rheinland-Pfalz. Sie gehört seit dem 1. Juli 2014 der Verbandsgemeinde Kaisersesch an.

## Geographie
Die Gemeinde liegt in der Osteifel zwischen Treis-Karden und Kaisersesch. Sie gliedert sich in die Ortsteile Forst, Molzig und Pfaffenhausen. Zur Gemeinde gehören auch die Wohnplätze Birkenhof, Kapellenhof und Pfaffenhausermühle.

## Geschichte
In zwei päpstlichen Urkunden aus den Jahren 1178 und 1186 wird der Ort „Vosca“ und „Vostra“ genannt. Forst war Mittelpunkt des Nasser oder Forster Kirchspiels, das schon seit dem Mittelalter einen frühen Pfarr- und Gerichtsbezirks darstellt. Grundherren waren um 1790 neben dem Stift St. Kastor in Karden noch die Freiherrn von Clodt, die Grafen von der Leyen, die Grafen Waldbott von Bassenheim, das Kloster Rosenthal und das Franziskanerinnenkloster in Karden.
Bis zum Ende des 18. Jahrhunderts gehörte Forst landesherrlich zum Kurfürstentum Trier und war der Verwaltung und der Gerichtsbarkeit des Amtes Münstermaifeld zugeordnet.
Im Jahr 1794 wurde das Linke Rheinufer im ersten Koalitionskrieg von französischen Revolutionstruppen besetzt. Von 1798 bis 1814 gehörte Forst zum Kanton Münstermaifeld im Rhein-Mosel-Departement. Um 1802 wurden die Kirchengüter und der Klosterbesitz die säkularisiert und vom französischen Staat eingezogen.
Auf dem Wiener Kongress (1815) kam die Region an das Königreich Preußen, Forst wurde 1816 dem neu errichteten Kreis Cochem im Regierungsbezirk Trier zugeordnet und von der Bürgermeisterei Karden verwaltet.
Nach dem Zweiten Weltkrieg wurde die Gemeinde Forst innerhalb der französischen Besatzungszone Teil des damals neu gebildeten Landes Rheinland-Pfalz.
Den Namenszusatz „(Eifel)“ trägt die Gemeinde seit dem 1. Juni 1970.
Bevölkerungsentwicklung
Die Entwicklung der Einwohnerzahl von Forst (Eifel), die Werte von 1888 bis 1988 beruhen auf Volkszählungen:
| Jahr | Einwohner |
| ---- | --------- |
| 1815 | 158       |
| 1835 | 299       |
| 1871 | 280       |
| 1905 | 323       |
| 1939 | 367       |
| 1950 | 407       |
| 1961 | 376       |

| Jahr | Einwohner |
| ---- | --------- |
| 1970 | 361       |
| 1987 | 368       |
| 1997 | 377       |
| 2005 | 389       |
| 2011 | 377       |
| 2017 | 364       |
| 2023 | 380       |

## Politik

### Gemeinderat
Der Gemeinderat in Forst besteht aus acht Ratsmitgliedern, die bei der Kommunalwahl am 9. Juni 2024 in einer Mehrheitswahl gewählt wurden, sowie dem ehrenamtlichen Ortsbürgermeister als Vorsitzendem.

### Bürgermeister
Patrick Oehlers wurde am 4. Juli 2024 Ortsbürgermeister von Forst. Bei der Direktwahl am 9. Juni 2024 war er mit einem Stimmenanteil von 90,4 % für fünf Jahre ins Amt gewählt worden.
Oehlers Vorgängerin Nicole Fuhrmann hatte das Amt von 2014 bis 2024 ausgeübt. Zuvor war Franz-Josef Meiner für 15 Jahre Ortsbürgermeister von Forst.

### Wappen
Die Gemeinde führt seit 1987 ein Wappen:
| Wappen von Forst | Blasonierung: „Schild im Göpelschnitt geteilt. Vorne in Silber ein stilisierter schwarzer Tempel, hinten in Grün eine silberne Kirche, unten in Gold über drei roten Rauten vier rote Kugeln, jeweils balkenweise“ |
| Wappen von Forst | Wappenbegründung: Das dreigeteilte Wappen weist auf die Ortsteile Forst, Molzig und Pfaffenhausen in der Gemeinde hin. Die Tempelanlage erinnert an die römische Siedlungsstelle im Flur „Stockborn“. Der Mittelpunkt des Nasser Kirchspiels von neun Höfen war die alte Kirche, die 1288 in dem Testament des Rudolf von Polch genannt wird. Das Siegel des Nasser Kirchspiels von 1587 zeigt unter anderem auch das Wappen der Brunsperch-Brohl, welches im unteren Wappenteil aufgelegt ist. Sie hatten über viele Jahre das Pellenzgericht zu Lehen. |

## Persönlichkeiten
- Johann von Forst (≈1405–1452), Benediktiner und Abt der Abteien St. Matthias und St. Maximin in Trier sowie der Abtei St. Pantaleon in Köln